# Брандон (Міннесота)
Брандон (англ. Brandon) — місто (англ. city) в США, в окрузі Дуглас штату Міннесота. Населення — 501 особа (2020).

## Географія
Брандон розташований за координатами 45°58′1″ пн. ш. 95°35′38″ зх. д. / 45.96694° пн. ш. 95.59389° зх. д. (45.966911, -95.593973).  За даними Бюро перепису населення США в 2010 році місто мало площу 1,24 км², з яких 1,23 км² — суходіл та 0,02 км² — водойми.

## Демографія
Згідно з переписом 2010 року, у місті мешкало 489 осіб у 207 домогосподарствах у складі 139 родин. Густота населення становила 393 особи/км².  Було 220 помешкань (177/км²).
Расовий склад населення:
| - 99,2 % — білих - 0,6 % — корінних американців - 0,2 % — чорних або афроамериканців |

До двох чи більше рас належало 0,0 %. Частка іспаномовних становила 2,2 % від усіх жителів.
За віковим діапазоном населення розподілялося таким чином: 26,4 % — особи молодші 18 років, 58,3 % — особи у віці 18—64 років, 15,3 % — особи у віці 65 років та старші. Медіана віку мешканця становила 34,5 року. На 100 осіб жіночої статі у місті припадало 112,6 чоловіків;  на 100 жінок у віці від 18 років та старших — 106,9 чоловіків також старших 18 років.
Середній дохід на одне домашнє господарство  становив 61 412 долари США (медіана — 53 000), а середній дохід на одну сім'ю — 68 111 долар (медіана — 61 667). За межею бідності перебувало 8,1 % осіб, у тому числі 10,6 % дітей у віці до 18 років та 17,6 % осіб у віці 65 років та старших.
Цивільне працевлаштоване населення становило 258 осіб. Основні галузі зайнятості: виробництво — 20,9 %, роздрібна торгівля — 19,0 %, освіта, охорона здоров'я та соціальна допомога — 16,7 %.